# Jáchym Egon z Fürstenbergu
Jáchym Egon lantkrabě z Fürstenbergu (německy Joachim Egon Landgraf zu Fürstenberg-Weitra; 22. prosince 1749 Ludwigsburg – 26. ledna 1828 Vídeň) byl německo-rakouský šlechtic a dvořan z rodu Fürstenbergů. Od mládí zastával řadu funkcí u císařského dvora ve Vídni, nakonec byl nejvyšším dvorním maršálkem (1826–1828), v roce 1803 byl jmenován rytířem Řádu zlatého rouna. Vlastnil statky v Rakousku, jako poručník dočasně spravoval také majetek knížecí větve Fürstenbergů v Čechách (Křivoklát) a na jeho počest byla pojmenována vesnice Nový Jáchymov na Berounsku. Jeho vnukem byl kardinál a olomoucký arcibiskup Bedřich Egon z Fürstenbergu (1813–1892).

## Životopis

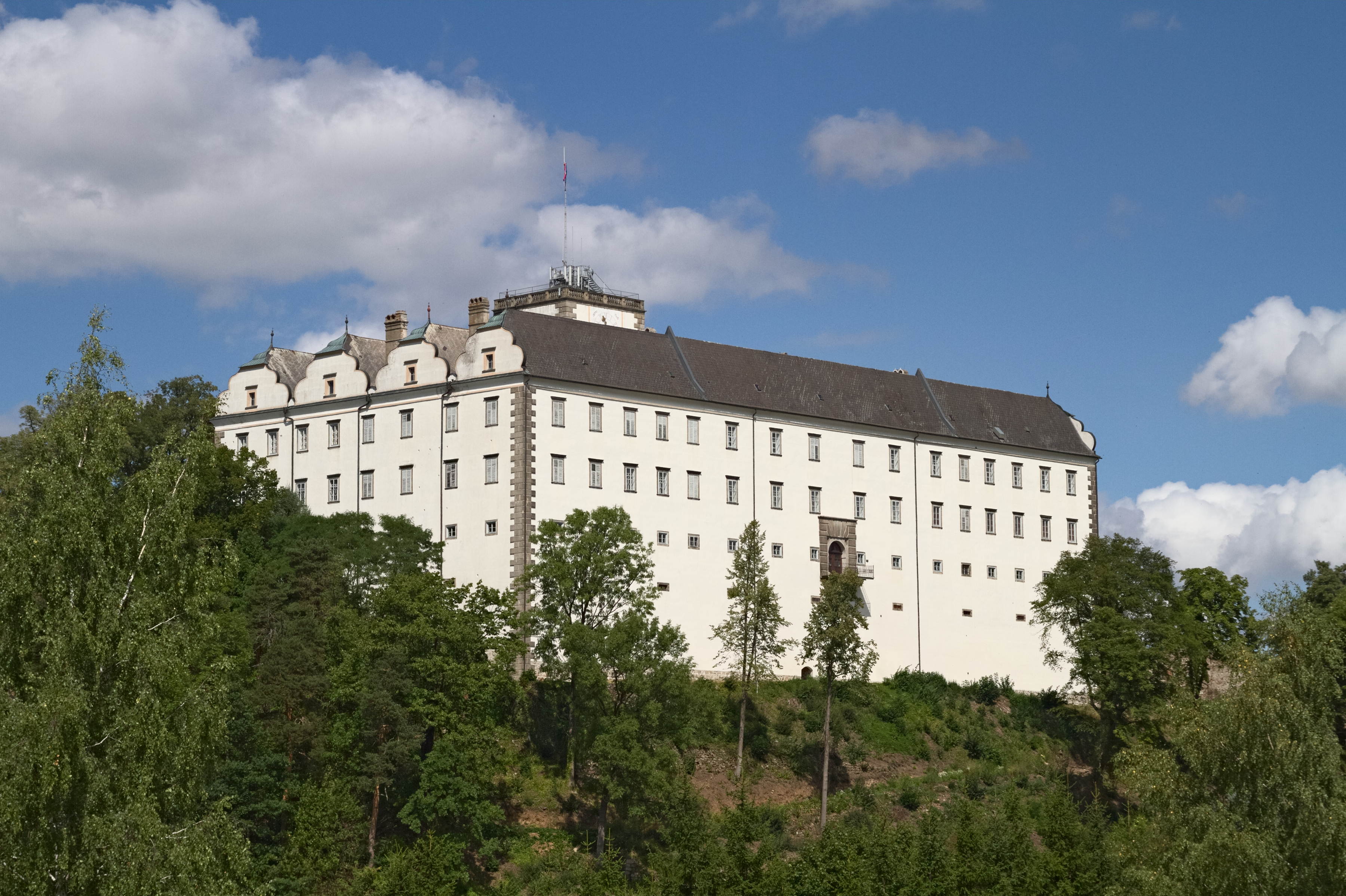
Zámek Weitra v Rakousku, hlavní rodové sídlo

Pocházel ze starého šlechtického rodu Fürstenbergů, patřil k lantkraběcí větvi sídlící na zámku Weitra (Vitoraz) v Rakousku. Narodil se jako druhorozený syn lankraběte Ludvíka Augusta z Fürstenbergu (1705–1759) a jeho manželky Marie Anny, rozené hraběnky Fuggerové (1719–1784). Měl bratra Karla Bedřicha.
Po úmrtí otce vedla poručnickou správu matka spolu s dolnorakouským zemským maršálkem hrabětem Leopoldem Kryštofem ze Schallenbergu. 
Po dosažení zletilosti převzal Jáchym Egon správu majetku (1771), mezitím vstoupil do dvorských služeb, v roce 1770 byl jmenován císařským komořím, později se stal tajným radou. U dvora zastával funkci nejvyššího kuchmistra (1794–1827), zároveň byl v letech 1796–1797 nejvyšším hofmistrem arcivévodkyně Marie Klementiny (tuto funkci opustil po jejím sňatku a odchodu do Neapole). V roce 1803 získal Řád zlatého rouna a v letech 1805–1808 byl zemským maršálkem v Dolních Rakousích. Mimoto byl od roku 1810 poručníkem nad nezletilým synovcem Karlem Egonem z knížecí větve a zajišťoval správu českých panství Křivoklát, Krušovice a Lány. Jako dočasný správce jednoho z největších šlechtických majetků v Čechách mimo jiné podporoval rozvoj železářství na Berounsku a jeho jménem byla pojmenována obec Nový Jáchymov (původně Joachimsthal) založená v roce 1810 poblíž hutí u Králova Dvora. Svou kariéru završil jako nejvyšší maršálek císařského dvora (1826–1828), tento úřad převzal po svém švagrovi Filipu Oettingen-Wallersteinovi.

## Rodina

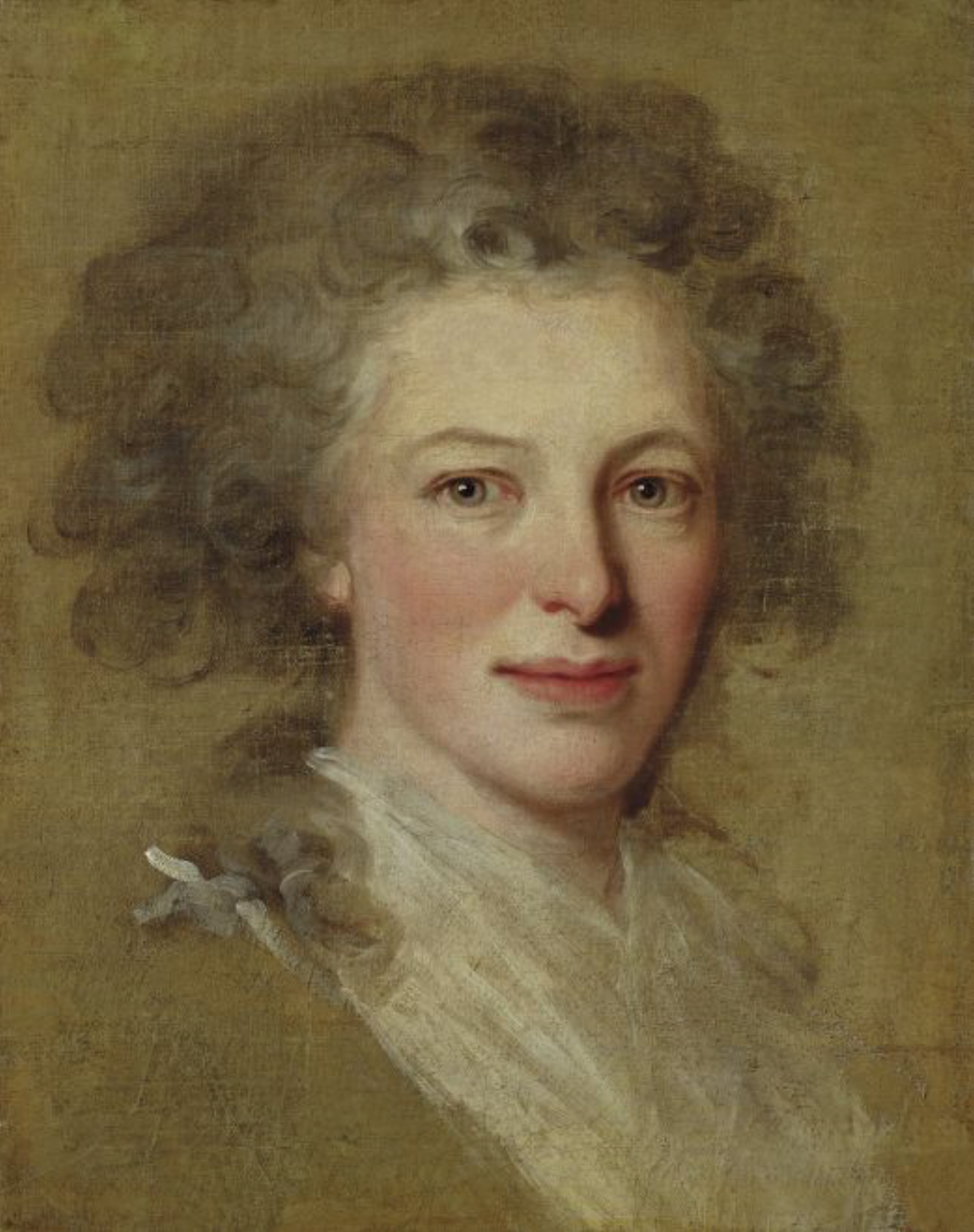
Jáchymova dcera Josefína Sofie (1776–1848), provdaná kněžna Lichtenštejnová

V roce 1772 se na zámku Wallerstein v Bavorsku oženil s hraběnkou Sofií Oettingen-Wallersteinovou (1751–1835), s níž měl osm dětí:
- 1. Bedřich Karel (26. 1. 1774, Vídeň – 4. 2. 1856, tamtéž), nejvyšší maršálek císařského dvora 1846–1856, manž. 1801 Marie Terezie ze Schwarzenbergu (14. 10. 1780, Vídeň – 9. 11. 1870, tamtéž)
- 2. Filip Karel Egon (13. 3. 1775 – 5. 5. 1807), kanovník v Kolíně nad Rýnem
- 3. Josefína Sofie (21. 6. 1776, Vídeň – 23. 2. 1848, tamtéž), manž. 1792 kníže Jan I. z Lichtenštejna (26. 6. 1760, Vídeň – 20. 4. 1836, tamtéž), rakouský diplomat a polní maršál (vedl rakouské vojsko v bitvě u Slavkova)
- 4. Karolína Sofie (20. 8. 1777 – 25. 2. 1846), manž. 1794 Karel Jáchym z Fürstenberg-Stühlingenu (31. 3. 1771, Donaueschingen – 17. 5. 1804, tamtéž)
- 5. Eleonora Sofie (7. 2. 1779 – 12. 5. 1849), jeptiška
- 6. Marie Sofie (3. 11. 1781 – 20. 3. 1800), jeptiška
- 7. František Ludvík Egon (16. 4. 1783 – 25. 12. 1800), padl v Itálii
- 8. Alžběta Marie Filipína (12. 7. 1784, Vídeň – 19. 6. 1865, tamtéž), manž. 1801 kníže Jan Nepomuk z Trauttmansdorffu (18. 3. 1780, Vídeň – 24. 9. 1834, tamtéž), nejvyšší štolba císařského dvora 1812–1834

Potomstvo Jáchyma Egona v několika generacích vlastnilo různé majetky na Moravě (Kunín), proto se tato linie později označovala jako moravská. Nejvýznamnějším představitelem této větve byl syn Bedřicha Karla, kardinál a dlouholetý arcibiskup v Olomouci Bedřich Egon z Fürstenbergu.